# Тегисшилдик
Тегисшилдик (каз. Тегісшілдік) — село в Каркаралинском районе Карагандинской области Казахстана. Административный центр Тегисшилдикского сельского округа. Находится на реке Жарлы. Код КАТО — 354877100.

## Население
В 1999 году население села составляло 1212 человек (608 мужчин и 604 женщины). По данным переписи 2009 года, в селе проживали 1034 человека (527 мужчин и 507 женщин).